# Coniopteryx biroi
Coniopteryx biroi är en insektsart som beskrevs av Günther Enderlein 1906. Coniopteryx biroi ingår i släktet Coniopteryx och familjen vaxsländor. Inga underarter finns listade i Catalogue of Life.